# Miguel Muñoz
Miguel Muñoz Mozún (Madrid, 19 gennaio 1922 – Madrid, 16 luglio 1990) è stato un calciatore e allenatore di calcio spagnolo, di ruolo centrocampista.
Ha trascorso la maggior parte della sua carriera nel Real Madrid, con cui ha vinto la Coppa dei Campioni per tre volte da giocatore, e poi altre due volte da allenatore.
È stato il primo a vincere la Coppa dei Campioni/UEFA Champions League da calciatore e da allenatore, seguito poi da Carlo Ancelotti, Josep Guardiola, Zinédine Zidane, Giovanni Trapattoni, Johan Cruijff e Frank Rijkaard, nonché l'unico insieme ai primi tre ad averlo fatto con la stessa squadra. Con 14 trofei conquistati risulta essere il secondo allenatore più vincente della storia del Real Madrid, alle spalle solo di Carlo Ancelotti (15 trofei).

## Carriera

### Giocatore
Muñoz ha giocato in varie squadre giovanili nell'area di Madrid tra cui l'Escolapios, il Buenavista, il Pavon, l'Imperio e il Girod, ma inizialmente non attrasse l'attenzione del Real. Dopo giocò per il CD Logroñés (1943-1944), il Racing Santander (1944-1946) e il Celta Vigo (1946-1948). Nel 1948 Muñoz, insieme a Pahiño, portò il Celta al quarto posto della Liga e raggiunse la finale di Coppa del Generalísimo. Segnò anche il gol del 4-1 nella finale di Coppa, persa contro il Siviglia.
La stagione seguente firmò, insieme a Pahiño, per il Real Madrid. Nel settembre 1955 Muñoz segnò il primo gol in assoluto del Real nella Coppa dei Campioni contro il Servette. In seguito fu il capitano della squadra quando vinse la Coppa Campioni nel 1956 e nel 1957. Tra il 1948 e il 1958 disputò 347 partite per le merengues, vincendo, oltre a 3 Coppe dei Campioni, 4 campionati spagnoli e 2 Coppe Latine.
Giocò anche 7 volte per la nazionale spagnola, debuttando il 20 giugno 1948 nell'amichevole disputata a Zurigo contro la Svizzera (3-3).

### Allenatore
Nella stagione immediatamente successiva al ritiro Muñoz sostituì per 7 giornate l'allenatore del Real Madrid Luis Carniglia - causa malattia - che tornò in panchina in tempo per vincere campionato e Coppa dei Campioni. In seguito fu per un breve periodo l'allenatore della squadra riserve del Real, l'allora Plus Ultra, prima di diventare l'allenatore della prima squadra nell'aprile del 1960. Sotto la guida di Muñoz il Real Madrid dominò la Liga, vincendola per ben 9 volte, tra cui 5 di fila tra il 1961 e il 1965 e 3 di fila tra il 1967 e il 1969. Con lui il Real vinse inoltre 2 Coppe del Generalísimo, 2 Coppe dei Campioni e la prima edizione della Coppa Intercontinentale nel 1960.
Dopo la vittoriosa esperienza al Real, Muñoz allenò altre squadre di prima divisione: il Granada (1975-1976), l'Hércules (1976-1977), il Las Palmas (1977-1979) e il Siviglia (1979-1982).
Muñoz allenò anche la Spagna in due periodi: nel 1969, per un totale di quattro partite, e poi dal 1982 al 1988, conducendo la squadra in finale al campionato europeo del 1984 (persa contro la Francia) e ai quarti di finale del campionato mondiale del 1986.

## Statistiche

### Presenze e reti nei club
Statistiche aggiornate al termine della carriera da calciatore.
| Stagione                | Squadra                 | Campionato              | Campionato | Campionato | Coppe nazionali | Coppe nazionali | Coppe nazionali | Coppe continentali | Coppe continentali | Coppe continentali | Altre coppe | Altre coppe | Altre coppe | Totale | Totale |
| Stagione                | Squadra                 | Comp                    | Pres       | Reti       | Comp            | Pres            | Reti            | Comp               | Pres               | Reti               | Comp        | Pres        | Reti        | Pres   | Reti   |
| ----------------------- | ----------------------- | ----------------------- | ---------- | ---------- | --------------- | --------------- | --------------- | ------------------ | ------------------ | ------------------ | ----------- | ----------- | ----------- | ------ | ------ |
| 1943-1944               | CD Logroñés             | TD                      | ?+5        | ?+1        | -               | -               | -               | -                  | -                  | -                  | -           | -           | -           | 5+     | 1+     |
| 1944-1945               | Racing Santander        | SD                      | 16         | 6          | CG              | 2               | 0               | -                  | -                  | -                  | -           | -           | -           | 18     | 6      |
| 1945-1946               | Racing Santander        | SD                      | 26         | 13         | CG              | 2               | 0               | -                  | -                  | -                  | -           | -           | -           | 28     | 13     |
| Totale Racing Santander | Totale Racing Santander | Totale Racing Santander | 42         | 19         |                 | 4               | 0               |                    | -                  | -                  |             | -           | -           | 46     | 19     |
| 1946-1947               | Celta Vigo              | PD                      | 17         | 1          | CG              | 5               | 0               | -                  | -                  | -                  | -           | -           | -           | 22     | 1      |
| 1947-1948               | Celta Vigo              | PD                      | 19         | 0          | CG              | 7               | 2               | -                  | -                  | -                  | -           | -           | -           | 26     | 2      |
| Totale Celta Vigo       | Totale Celta Vigo       | Totale Celta Vigo       | 36         | 1          |                 | 12              | 2               |                    | -                  | -                  |             | -           | -           | 48     | 3      |
| 1948-1949               | Real Madrid             | PD                      | 22         | 5          | CG              | 3               | 0               | -                  | -                  | -                  | -           | -           | -           | 25     | 5      |
| 1949-1950               | Real Madrid             | PD                      | 24         | 4          | CG              | 6               | 0               | -                  | -                  | -                  | -           | -           | -           | 30     | 4      |
| 1950-1951               | Real Madrid             | PD                      | 28         | 9          | CG              | 0               | 0               | -                  | -                  | -                  | -           | -           | -           | 28     | 9      |
| 1951-1952               | Real Madrid             | PD                      | 30         | 1          | CG              | 6               | 0               | -                  | -                  | -                  | -           | -           | -           | 36     | 1      |
| 1952-1953               | Real Madrid             | PD                      | 24         | 2          | CG              | 6               | 0               | -                  | -                  | -                  | -           | -           | -           | 30     | 2      |
| 1953-1954               | Real Madrid             | PD                      | 27         | 0          | CG              | 6               | 0               | -                  | -                  | -                  | -           | -           | -           | 33     | 0      |
| 1954-1955               | Real Madrid             | PD                      | 30         | 2          | CG              | 1               | 0               | -                  | -                  | -                  | CL          | 2           | 0           | 33     | 2      |
| 1955-1956               | Real Madrid             | PD                      | 22         | 0          | CG              | 4               | 0               | CC                 | 7                  | 1                  | -           | -           | -           | 33     | 1      |
| 1956-1957               | Real Madrid             | PD                      | 12         | 0          | CG              | 1               | 0               | CC                 | 6                  | 0                  | CL          | 2           | 0           | 21     | 0      |
| 1957-1958               | Real Madrid             | PD                      | 4          | 0          | CG              | 0               | 0               | CC                 | 2                  | 0                  | -           | -           | -           | 6      | 0      |
| Totale Real Madrid      | Totale Real Madrid      | Totale Real Madrid      | 223        | 23         |                 | 33              | 0               |                    | 15                 | 1                  |             | 4           | 0           | 275    | 24     |
| Totale Carriera         | Totale Carriera         | Totale Carriera         | 306+       | 44+        |                 | 49              | 2               |                    | 15                 | 1                  |             | 4           | 0           | 374+   | 47+    |

### Cronologia presenze e reti in nazionale
| Cronologia completa delle presenze e delle reti in nazionale ― Spagna | Cronologia completa delle presenze e delle reti in nazionale ― Spagna | Cronologia completa delle presenze e delle reti in nazionale ― Spagna | Cronologia completa delle presenze e delle reti in nazionale ― Spagna | Cronologia completa delle presenze e delle reti in nazionale ― Spagna | Cronologia completa delle presenze e delle reti in nazionale ― Spagna | Cronologia completa delle presenze e delle reti in nazionale ― Spagna | Cronologia completa delle presenze e delle reti in nazionale ― Spagna |
| Data                                                                  | Città                                                                 | In casa                                                               | Risultato                                                             | Ospiti                                                                | Competizione                                                          | Reti                                                                  | Note                                                                  |
| --------------------------------------------------------------------- | --------------------------------------------------------------------- | --------------------------------------------------------------------- | --------------------------------------------------------------------- | --------------------------------------------------------------------- | --------------------------------------------------------------------- | --------------------------------------------------------------------- | --------------------------------------------------------------------- |
| 20-6-1948                                                             | Zurigo                                                                | Svizzera                                                              | 3 – 3                                                                 | Spagna                                                                | Amichevole                                                            | -                                                                     |                                                                       |
| 18-2-1951                                                             | Madrid                                                                | Spagna                                                                | 6 – 3                                                                 | Svizzera                                                              | Amichevole                                                            | -                                                                     |                                                                       |
| 1-6-1952                                                              | Madrid                                                                | Spagna                                                                | 6 – 0                                                                 | Irlanda                                                               | Amichevole                                                            | -                                                                     |                                                                       |
| 8-6-1952                                                              | Istanbul                                                              | Turchia                                                               | 0 – 0                                                                 | Spagna                                                                | Amichevole                                                            | -                                                                     |                                                                       |
| 12-7-1953                                                             | Ñuñoa                                                                 | Cile                                                                  | 1 – 2                                                                 | Spagna                                                                | Amichevole                                                            | -                                                                     |                                                                       |
| 8-11-1953                                                             | Bilbao                                                                | Spagna                                                                | 2 – 2                                                                 | Svezia                                                                | Amichevole                                                            | -                                                                     |                                                                       |
| 17-3-1955                                                             | Madrid                                                                | Spagna                                                                | 1 – 2                                                                 | Francia                                                               | Amichevole                                                            | -                                                                     |                                                                       |
| Totale                                                                |                                                                       | Presenze                                                              | 7                                                                     |                                                                       | Reti                                                                  | 0                                                                     |                                                                       |

### Statistiche da allenatore

#### Club
In grassetto le competizioni vinte.
| Stagione           | Squadra            | Campionato         | Campionato | Campionato | Campionato | Campionato | Coppe nazionali | Coppe nazionali | Coppe nazionali | Coppe nazionali | Coppe nazionali | Coppe continentali | Coppe continentali | Coppe continentali | Coppe continentali | Coppe continentali | Altre coppe | Altre coppe | Altre coppe | Altre coppe | Altre coppe | Totale | Totale | Totale | Totale | % Vittorie | Piazzamento |
| Stagione           | Squadra            | Comp               | G          | V          | N          | P          | Comp            | G               | V               | N               | P               | Comp               | G                  | V                  | N                  | P                  | Comp        | G           | V           | N           | P           | G      | V      | N      | P      | %          | Piazzamento |
| ------------------ | ------------------ | ------------------ | ---------- | ---------- | ---------- | ---------- | --------------- | --------------- | --------------- | --------------- | --------------- | ------------------ | ------------------ | ------------------ | ------------------ | ------------------ | ----------- | ----------- | ----------- | ----------- | ----------- | ------ | ------ | ------ | ------ | ---------- | ----------- |
| feb.-apr. 1959     | Real Madrid        | PD                 | 7          | 4          | 1          | 2          | -               | -               | -               | -               | -               | CC                 | 2                  | 1                  | 1                  | 0                  | -           | -           | -           | -           | -           | 9      | 5      | 2      | 2      | 55,56      | Interim     |
| apr.-giu. 1960     | Real Madrid        | PD                 | 1          | 1          | 0          | 0          | CG              | 9               | 7               | 0               | 2               | CC                 | 3                  | 3                  | 0                  | 0                  | -           | -           | -           | -           | -           | 13     | 11     | 0      | 2      | 84,62      | Sub. 2º     |
| 1960-1961          | Real Madrid        | PD                 | 30         | 24         | 4          | 2          | CG              | 9               | 6               | 1               | 2               | CC                 | 2                  | 0                  | 1                  | 1                  | CInt        | 2           | 1           | 1           | 0           | 43     | 31     | 7      | 5      | 72,09      | 1º          |
| 1961-1962          | Real Madrid        | PD                 | 30         | 19         | 5          | 6          | CG              | 9               | 8               | 0               | 1               | CC                 | 10                 | 8                  | 0                  | 2                  | -           | -           | -           | -           | -           | 49     | 35     | 5      | 9      | 71,43      | 1º          |
| 1962-1963          | Real Madrid        | PD                 | 30         | 23         | 3          | 4          | CG              | 9               | 7               | 0               | 2               | CC                 | 2                  | 0                  | 1                  | 1                  | -           | -           | -           | -           | -           | 41     | 30     | 4      | 7      | 73,17      | 1º          |
| 1963-1964          | Real Madrid        | PD                 | 30         | 22         | 2          | 6          | CG              | 7               | 4               | 2               | 1               | CC                 | 9                  | 7                  | 0                  | 2                  | -           | -           | -           | -           | -           | 46     | 33     | 4      | 9      | 71,74      | 1º          |
| 1964-1965          | Real Madrid        | PD                 | 30         | 21         | 5          | 4          | CG              | 4               | 2               | 0               | 2               | CC                 | 6                  | 4                  | 1                  | 1                  | -           | -           | -           | -           | -           | 40     | 27     | 6      | 7      | 67,50      | 1º          |
| 1965-1966          | Real Madrid        | PD                 | 30         | 19         | 5          | 6          | CG              | 7               | 3               | 3               | 1               | CC                 | 9                  | 5                  | 2                  | 2                  | -           | -           | -           | -           | -           | 46     | 27     | 10     | 9      | 58,70      | 2º          |
| 1966-1967          | Real Madrid        | PD                 | 30         | 19         | 9          | 2          | CG              | 6               | 2               | 1               | 3               | CC                 | 4                  | 1                  | 0                  | 3                  | CInt        | 2           | 0           | 0           | 2           | 42     | 22     | 10     | 10     | 52,38      | 1º          |
| 1967-1968          | Real Madrid        | PD                 | 30         | 16         | 10         | 4          | CG              | 9               | 6               | 0               | 3               | CC                 | 8                  | 2                  | 4                  | 2                  | -           | -           | -           | -           | -           | 47     | 24     | 14     | 9      | 51,06      | 1º          |
| 1968-1969          | Real Madrid        | PD                 | 30         | 18         | 11         | 1          | CG              | 2               | 0               | 1               | 1               | CC                 | 4                  | 3                  | 0                  | 1                  | -           | -           | -           | -           | -           | 36     | 21     | 12     | 3      | 58,33      | 1º          |
| 1969-1970          | Real Madrid        | PD                 | 30         | 13         | 9          | 8          | CG              | 9               | 5               | 2               | 2               | CC                 | 4                  | 2                  | 0                  | 2                  | -           | -           | -           | -           | -           | 43     | 20     | 11     | 12     | 46,51      | 6º          |
| 1970-1971          | Real Madrid        | PD                 | 30         | 17         | 7          | 6          | CG              | 2               | 0               | 2               | 0               | CdC                | 10                 | 3                  | 4                  | 3                  | -           | -           | -           | -           | -           | 44     | 30     | 6      | 8      | 68,18      | 4º          |
| 1971-1972          | Real Madrid        | PD                 | 34         | 19         | 9          | 6          | CG              | 6               | 2               | 2               | 2               | CU                 | 4                  | 3                  | 0                  | 1                  | -           | -           | -           | -           | -           | 44     | 24     | 11     | 9      | 54,55      | 1º          |
| 1972-1973          | Real Madrid        | PD                 | 34         | 17         | 9          | 8          | CG              | 2               | 0               | 1               | 1               | CC                 | 8                  | 4                  | 1                  | 3                  | -           | -           | -           | -           | -           | 44     | 21     | 11     | 12     | 47,73      | 4º          |
| 1973-gen. 1974     | Real Madrid        | PD                 | 18         | 5          | 8          | 5          | -               | -               | -               | -               | -               | CU                 | 2                  | 0                  | 1                  | 1                  | -           | -           | -           | -           | -           | 20     | 5      | 9      | 6      | 25,00      | Dimis.      |
| Totale Real Madrid | Totale Real Madrid | Totale Real Madrid | 424        | 257        | 97         | 70         |                 | 90              | 52              | 15              | 23              |                    | 87                 | 46                 | 16                 | 25                 |             | 4           | 1           | 1           | 2           | 605    | 356    | 129    | 120    | 58,84      |             |
| 1975-1976          | Granada            | PD                 | 34         | 8          | 10         | 16         | CG              | 4               | 1               | 2               | 1               | -                  | -                  | -                  | -                  | -                  | -           | -           | -           | -           | -           | 38     | 9      | 12     | 17     | 23,68      | 17º (retr.) |
| 1977-1978          | Las Palmas         | PD                 | 34         | 12         | 11         | 11         | CG              | 11              | 5               | 2               | 4               | CU                 | 4                  | 1                  | 2                  | 1                  | -           | -           | -           | -           | -           | 49     | 18     | 15     | 16     | 36,73      | 7º          |
| 1978-1979          | Las Palmas         | PD                 | 34         | 14         | 9          | 11         | CG              | 8               | 4               | 2               | 2               | -                  | -                  | -                  | -                  | -                  | -           | -           | -           | -           | -           | 42     | 18     | 11     | 13     | 42,86      | 6º          |
| Totale Las Palmas  | Totale Las Palmas  | Totale Las Palmas  | 68         | 26         | 20         | 22         |                 | 19              | 9               | 4               | 6               |                    | 4                  | 1                  | 2                  | 1                  |             | -           | -           | -           | -           | 91     | 36     | 26     | 29     | 39,56      |             |
| 1979-1980          | Siviglia           | PD                 | 34         | 14         | 6          | 14         | CG              | 8               | 5               | 0               | 3               | -                  | -                  | -                  | -                  | -                  | -           | -           | -           | -           | -           | 42     | 19     | 6      | 17     | 45,24      | 8º          |
| 1980-1981          | Siviglia           | PD                 | 34         | 14         | 9          | 11         | CG              | 10              | 5               | 4               | 1               | -                  | -                  | -                  | -                  | -                  | -           | -           | -           | -           | -           | 44     | 19     | 13     | 12     | 43,18      | 6º          |
| lug.-dic. 1981     | Siviglia           | PD                 | 14         | 4          | 3          | 7          | CG              | 2               | 0               | 1               | 1               | -                  | -                  | -                  | -                  | -                  | -           | -           | -           | -           | -           | 16     | 4      | 4      | 8      | 25,00      | Eson.       |
| Totale Siviglia    | Totale Siviglia    | Totale Siviglia    | 82         | 32         | 18         | 32         |                 | 20              | 10              | 5               | 5               |                    | -                  | -                  | -                  | -                  |             | -           | -           | -           | -           | 102    | 42     | 23     | 37     | 41,18      |             |
| Totale carriera    | Totale carriera    | Totale carriera    | 608        | 323        | 145        | 140        |                 | 137             | 72              | 26              | 39              |                    | 91                 | 47                 | 18                 | 26                 |             | 4           | 1           | 1           | 2           | 840    | 453    | 190    | 197    | 53,93      |             |

## Palmarès

### Club

#### Competizioni nazionali
- Campionato spagnolo: 4

Real Madrid: 1953-1954, 1954-1955, 1956-1957, 1957-1958

#### Competizioni internazionali
- Coppa Latina: 2

Real Madrid: 1955, 1957
- Coppa dei Campioni: 3

Real Madrid: 1955-1956, 1956-1957, 1957-1958

### Club

#### Competizioni nazionali
- Campionato spagnolo: 9  (record)

Real Madrid: 1960-1961, 1961-1962, 1962-1963, 1963-1964, 1964-1965, 1966-1967, 1967-1968, 1968-1969, 1971-1972
- Coppa di Spagna: 2

Real Madrid: 1961-1962, 1969-1970

#### Competizioni internazionali
- Coppa dei Campioni: 2

Real Madrid: 1959-1960, 1965-1966
- Coppa Intercontinentale: 1

Real Madrid: 1960